# Cal Llobet (Pinell de Solsonès)
Cal Llobet és una masia situada al municipi de Pinell de Solsonès, a la comarca catalana del Solsonès.
Està situada a 552 m d'altitud.